# William H. Tuntke
William H. Tuntke (24. September 1906 in Hamburg – 25. August 1997) war ein US-amerikanischer Artdirector. Während seiner Karriere erhielt er zwei Oscar-Nominierungen in der Kategorie "Bestes Szenenbild" sowie zwei Primetime-Emmy-Nominierungen.
Tuntke begann seine Laufbahn 1956 und war bis Mitte der 1960er Jahre in erster Linie an Kinofilmen beteiligt. Danach wandte er sich dem Fernsehen zu. Insgesamt war er an mehr als 30 verschiedenen Produktionen beteiligt.
Seine erste Oscar-Nominierung erhielt er 1965 für Mary Poppins. Die zweite folgte 1972 für Andromeda – Tödlicher Staub aus dem All.

## Filmografie (Auswahl)
- 1964: Mary Poppins
- 1971: Andromeda – Tödlicher Staub aus dem All (The Andromeda Strain)
- 1971–1972: Ein Sheriff in New York (7 Folgen)
- 1974–1976: Einsatz in Manhattan (51 Folgen)
- 1980: Die nackte Bombe (The Nude Bomb)
- 1981: Buck Rogers (7 Folgen)
- 1984: Mord ist ihr Hobby (2 Folgen)
- 1985: Street Hawk (6 Folgen)